# Industria alimentară în România
Piața de retail alimentar modern din România este estimată la 7-10 miliarde de euro în anul 2009.

### Piața vinului
Piața vinului este estimată la 500 milioane euro în anul 2008, față de 450 milioane euro în 2007.
Industria vinului asigură locuri de muncă pentru 50.000 de oameni, iar alte 500.000 de persoane își asigură traiul din viticultură și vinificație.
În anul 2009, suprafața cultivată cu viță de vie era de aproximativ 188.000 de hectare din care circa 96.000 de hectare cu vie nobilă și circa 92.000 de hectare cu hibrid interspecific. Suprafața exploatată pentru producerea și comercializarea vinului, piața oficială, se cifrează între 30-50 de mii de hectare.
România dispune de o suprafață de circa 100.000  hectare de viță-de-vie pe rod
Producția de vin a României a fost de 5,28 milioane de hectolitri din 2007.
În anul 2009, suprafața de viță de vie autorizată pentru producerea vinurilor cu denumire de origine controlată (DOC) a fost de 15.493 hectare iar cantitatea produsă a fost de 256.312 hectolitri.
În anul 2008, suprafața de viță de vie autorizată pentru producerea vinurilor DOC a fost de 17.997 hectare iar cantitatea produsă a fost de 305.649 hectolitri.
Din cantitatea totală de vin îmbuteliat, comercializat, la raft, doar 3% provine din import. România importă cu 16 milioane de euro mai mult vin decât exportă.
În anul 2007, consumul anual de vin pe cap de locuitor era de aproximativ 22 de litri (30 litri în 2008), în timp ce în Franța consumul anual pe cap de locuitor era de 57 de litri.
Românii au băut, în anul 2004, în medie, fiecare, potrivit unor estimări, 27 litri de vin.
În România sunt înregistrați peste 1.000 de deținători de suprafețe de viță de vie (anul 2009), din care aproximativ 50 sunt vizibili în rețelele de distribuție.
Primii cinci producători/comercianți de vinuri sunt: Murfatlar, Vincon Vrancea, Jidvei, Cotnari, Cramele Recaș și Domeniile Tohani, aceștia însumând aproximativ 50% din totalul volumului tranzacțiilor cu vin din România.
Piața vinurilor spumante era de 10 milioane euro în 2007, iar principalii jucători sunt: Astese Production (Angelli), Halewood, Jidvei, Zarea, Agroindustriala Bucium, Cramele Prahova, Rom Drink și Veritas Panciu
În România, la fel ca și în Bulgaria, consumul de vinuri spumante este foarte mic, de doar 0,5 litri anual, însă are o tendință de creștere
Producătorii de vin sunt reprezentați de Patronatul Național al Viței și Vinului
În perioada 2009–2013 sectorul vitivinicol românesc va absorbi suma de 210,5 milioane euro în urma aplicării "Reformei vinului".
Costul de înființare a unui hectar de viță-de-vie este similar cu cel din Italia, de circa 20.000 de euro
Importurile au fost în 2007 de 38,06 milioane de litri de vin (cu 53,14% mai puțin decât în 2006), în valoare totală de 29,64 milioane de euro. Din Italia s-au importat 14,2 milioane litri, în valoare totală de 9,89 milioane de litri. Din Spania s-au importat 16 milioane de litri de vin, în valoare totală de 6,38 milioane de euro. România mai importă vinuri din Franța, Moldova, Germania, Ungaria, Chile, Portugalia, Slovacia și Africa de Sud.
În 2007, România a exportat 14,34 milioane de litri, în valoare totală de 16,2 milioane de euro. În anul 2004, România a exportat vin în valoare de 26,2 milioane dolari.
România nu și-a propus să devină o țară cu exporturi masive de vinuri, în următorii ani. Deocamdată, principalele priorități ale producătorilor sunt reconversia culturilor de viță-de-vie, investițiile în retehnologizare și crearea unei strategii puternice de marketing pentru a crea, din vinurile românești, un brand național și internațional.
În 2007, vinurile albe au deținut o cotă de 67,5% din piață iar vinurile roșii 32,3% din piață.
Din punct de vedere al soiurilor, vinul preferat al românilor, în 2007, a fost Grasa de Cotnari, care a înregistrat o cotă valorică de 6,6%, urmat de Pinot Noir, cu 5,4%, Sauvignon Blanc, cu 4,8% și Tămâioasă Românească, cu 4%.
Din punct de vedere al segmentării pe podgorii, românii au preferat, în special, vinurile din Podgoria Murfatlar (21,7% in valoare), Târnave (14,7%), Cotnari (13%) și Podgoriile Vrancei (5,1%).
Piața de băuturi alcoolice din import este estimată la circa 100 milioane de euro în 2008, iar principalii jucători sunt BDG Import, Cristalex, Pernod-Ricard și Sollers
În perioada 2003-2010 statul a pierdut circa 4,5 miliarde de euro din cauza evaziunii de pe piața băuturilor spirtoase.

### Piața berii
- Valoarea pieței interne a berii este estimată la aproximativ un miliard de euro în anul 2007[17] și 1,7 miliarde euro în 2009[18]. Principalii jucători pe piața autohtonă sunt multinaționalele Heineken, Timișoreana, Ursus, InBev și URBB precum și European Drinks și Romaqua Group.
- Piața berii din România a avut o valoare de 1,6 miliarde euro în 2008[19].
- totalul vânzărilor de bere la nivel de piață a fost de 17,7 milioane de hectolitri în anul 2006, din care 70% (12,6 milioane hectolitri) a fost asigurat de multinaționale[20].
- În anul 2007 volumul pieței a fost de 19 milioane de hectolitri. Cota de piață a segmentului PET a fost de 44,4%, în timp ce segmentul berii la sticlă a avut o cotă de 42,5%.
- Vânzările de bere au ajuns în anul 2008 la 20,2 milioane de hectolitri, segmentul berii în ambalaj de plastic mentinându-și pozitia de lider în preferințele consumatorilor, cu o pondere de 46,5%, urmat de sticlă, cu o pondere de 37,5%, iar berea la doză (ambalaj de aluminiu) a avut o cotă de 13%[21][22]
- Creșterea pieței berii a fost de 8% în 2007 și 4,1% în 2008[21]
- Consumul de bere pe cap de locuitor din România a fost, în 2007, de 89 de litri pe cap de locuitor. Prin comparație, în anul 2006 consumul a fost în Cehia de 160 litri, Germania 116, Austria și în Luxemburg 108 și în Anglia 92 litri[23].
- Dacă în 1995 în România existau 125 de producători naționali de bere, nealinierea din timp a legislației românesti la cea europeană a făcut ca în 2008 să mai existe doar șapte producatori mici. Valoarea vânzărilor de bere populară, fabricată de cele șapte IMM-uri independente producătoare de bere existente în România, a fost de 45 de milioane de euro în 2008[24].

### Piața băuturilor răcoritoare
- Piața băuturilor răcoritoare a fost de 10 miliarde RON în anul 2007[25], potrivit Asociației Naționale a Băuturilor Răcoritoare (ANBR). Conform unei alte estimări, valoarea pieței interne a băuturilor răcoritoare (care include și apa minerală) se ridică la circa 850 milioane de euro, respectiv 2,2 miliarde litri[26].
- În anul 2004, piața băuturilor răcoritoare din România era estimată la peste 500 milioane de dolari[27].
- Valoarea pieței interne a sucurilor naturale necarbonatate este estimată, pentru anul 2008, la peste 120 milioane euro, cu 20% mai mare decât în anul precedent[28].
- Consumul de sucuri naturale, în Romania, era, în anul 2007, de 12 litri pe cap de locuitor, în timp ce în Austria, Germania, Polonia și în Ungaria, consumul mediu per capita se ridica la circa 40-50 de litri, potrivit datelor din piață[29].
- Rata de creștere a ceaiurilor reci este cea mai mare, respectiv de 200-300% de la an la an. Tot din punct de vedere al ratei, ceaiurile sunt urmate de apa minerală, creștere favorizată de creșterea temperaturilor medii anuale[30].
- Principalii jucători internaționali de pe piața de profil sunt Coca Cola, Pepsi Cola, Maspex Tymbark, Pfanner, Parmalat, Eckes Granini, în timp ce piața locală este reprezentată de European Drinks, Romaqua și Bibco Biborțeni[30].

### Piața sucurilor naturale necarbonatate
- Piața sucurilor naturale necarbonatate este estimată la 120 milioane euro în 2008[31].
- Principalii competitori sunt URBB, cu brandurile Granini și Orangina, Tymbark Maspex, cu brandurile Tymbark, Pepsi Americas, cu sucurile Prigat, Parmalat, cu marca Santal, și Coca-Cola, cu brandul Cappy[31].
- Consumul de sucuri naturale era în România, în anul 2006, de 12 litri pe cap de locuitor, în timp ce în Austria, Germania, Polonia și Ungaria, consumul per capita era de aproximativ 40-50 litri[32].

### Piața de apă minerală
- Piața apelor minerale a ajuns, în anul 2007, la aproximativ 1,2 miliarde litri, în creștere cu 20% față de 2006, când a fost de 920 milioane litri[33][34]. În perioada 1998-2008, piața a cunoscut o creștere continuă, cu dinamică medie anuală de aproximativ 20%[35].
- În România, consumul de apă îmbuteliată pe cap de locuitor variază între 40 și 42 de litri pe an, comparativ cu 120 de litri în țările din Uniunea Europeană (anul 2007)[36].
- România este a treia țară, dupa Franța și Italia, ca potențial de exploatare a resurselor[37].
- În România 75% din apa minerală consumată este carbogazoasă, iar în celelalte state memebre UE ponderea este exact invers, 75% din apa minerală consumată fiind reprezentată de apa plată[37].
- Exporturile reprezintă doar 3% din totalul producției interne în timp ce importurile reprezintă circa 1% din valoarea pieței, potrivit oficialilor Societătii Naționale a Apelor Minerale.[34]
- Principalii producători de apă minerală sunt Romaqua Group, Bibco Biborțeni, Pepsi Americas, Dorna Apemin (deținută de Coca-Cola), European Drinks, Perla Harghitei, Rio Bucovina, Quadrant Amroq Beverages, și Apemin Tușnad[38]. Cotele de piață în anul 2007 au fost: Romaqua Group, cu brandul Borsec, cu o cotă de 35%, urmată de Dorna Apemin, cu 14% și European Drinks, cu o cotă de 13%[39].

### Piața de cafea
Conform unei evaluări din anul 2008, românii cumpără într-un an cafea în valoare de peste 250 milioane euro.
Piața cafelei a crescut în 2007 cu 16% comparativ cu anul precedent, atingând o valoare de peste 230 de milioane de euro.
În anul 2008, piața cafenelelor era estimată la peste 100 de milioane de euro anual.

### Piața de ceaiuri
- Piața de ceaiuri din România a fost, în anul 2007, de circa 14 milioane de euro, urmând ca în anul 2008 să atingă valoarea 16 milioane de euro[42].
- Piața totală de ceai din România se împarte între producătorii locali Plafar, Fares și Kalpo (cu brandurile Vedda), importatorii din Polonia, precum Celmar și Novaplus și jucătorii internaționali Unilever (cu marca Lipton), Vavian Pharma (Teekanne) si General Parma Food (cu brandul Twinings)[42]. Principalii competitori sunt Novaplus, cu 23,9% din piață, Fares, cu 23%, Celmar, cu 19,5%, Plafar - 8,9% și Unilever Group, cu 8,2%[42].

### Piața lactatelor
- Piața lactatelor este estimată la peste un miliard de euro în anul 2009, iar principalii competitori sunt Friesland, Danone, Albalact, Delaco, LaDorna și Covalact[43].
- În România există 267 de fabrici producătoare de lactate, care procesează peste 1,8 milioane de tone de lapte anual (martie 2009)[44]
- Producția totală de lapte de vacă în anul 2007 a fost de 54.517 mii hectolitri, cu 3.464,4 mii hectolitri (6%) sub nivelul anului precedent[45]. Tot în 2007, producția totală de lapte a fost de aproximativ 61 milioane de hectolitri, cu 5,2% mai mică decat cea din anul 2006[46]
- Piața brânzeturilor reprezintă circa 40% din valoarea pieței lactatelor, în anul 2009[47].
- Fiecare român consumă, anual, aproximativ 17 kilograme de produse lactate, sub media europeană care este de 30 de kilograme anual[44].
- În România, consumul mediu de iaurturi era, în anul 2007, de circa 2,3 kilograme pe cap de locuitor iar cel de iaurturi de fructe de 1,3 kg/cap de locuitor, în timp ce în țările din Vestul Europei, consumul este de peste 5 kg/capita[48].
- În 2008, consumul anual în România era 5,4 kilograme de lactate proaspete / persoană, în timp ce, în Germania, consumul este de 33,6 kilograme, în Franța de 33,7 kilograme, iar în Bulgaria de 16,2 kilograme, potrivit datelor furnizate de producatori[49].
- În anul 2008, vânzările de produse lactate s-au ridicat la 1 miliard de euro, iar producătorii se așteaptă ca, în 2009, cifra să crească cu încă 10%[44]
- Producătorii sunt reprezentați de Asociația Patronală Română din Industria Laptelui (APRIL)[44]
- Cei mai mulți dintre procesatorii de lapte, în proporție de 60%, se află în zona Transilvaniei, zonă recunoscută ca fiind un “bazin de lapte” foarte mare în România[44].
- Conform estimărilor din 2007, producția de lapte din România se ridică la circa 5,5 miliarde de litri, din care aproximativ 1,2 miliarde de litri sunt procesați în sistem industrializat[50] Consumul intern de lapte era de circa 70 litri, aproape jumătate din nivelul din tarile UE[50].
- România a importat, în primele zece luni ale anului 2007, 89.690 tone de lapte și produse lactate, în valoare totală de 105,3 milioane de euro, și a exportat de opt ori mai puțin, respectiv 11.829 tone, în valoare de 15,8 milioane de euro[51].

### Piața de mezeluri
- Valoarea pieței în 2007 a fost de 700-800 milioane de euro și un volum de 200.000 tone[52][53].
- Piața românească de mezeluri se ridică la circa 230.000 de tone pe an și are o valoare de peste un miliard de euro (prețuri de livrare) — estimare făcută în februarie 2009[54].
- Consumul de mezeluri pe cap de locuitor în România este de nouă-zece kilograme pe an (estimare făcută în 2008)[55].
- Consumul de carne de porc pe cap de locuitor ajunge la 43,2 kilograme pe an în UE 25, în timp ce pentru un grup de cinci țări, foste state comuniste, care include România, Bulgaria, Croația, Bosnia și Iugoslavia, nivelul este de 33,1 kilograme pe cap de locuitor (fără autoconsum), față de 18,1 kilograme în Rusia[55].
- În anul 2005, piața produselor procesate din carne de porc s-a ridicat la 600 milioane euro[56]
- Un procent de 70% din materia primă pentru produsele din carne de porc este adusă de pe piața europeană (estimare făcută în anul 2008)[57]
- Principalii competitori de pe piața internă a mezelurilor sunt Cris-Tim, Caroli Foods, Aldis Călărași, Tabco Campofrio, Principal Company, Elit și Angst[58].
- În anul 2010, piața de mezeluri era estimată la peste 800 milioane euro.[59]

### Piața de carne de pasăre
- Piața internă a cărnii de pasăre se ridică la aproximativ un miliard de euro (anul 2008)[60]
- Consumul total de carne de pasăre în România a fost, în anul 2007, de 370.000 de tone, dintre care 70% au provenit din producția internă, iar restul de 30% din importuri[61].
- Consumul de carne de pasare este in prezent (2008) de 20 kg pe an pe cap de locuitor, fără autoconsum, nivel similar celui din țări precum Ungaria și Bulgaria[62]. Consumul anual de ouă este de circa 235 per capita (anul 2008)[63].
- Pe piața de carne de pasăre, concurenții principali sunt Transavia, Agricola Bacău, Avicola Buzău, Avicola Călărași, Avicola Crevedia, Agroli, Agrisol Internațional și Ave Impex[64].

### Piața de pește
În anul 2008, producția anuală de pește era de 20.000 de tone de pește, iar consumul anual pe cap de locuitor era de 5,5 kg, față de media din Europa, de 20 kg/cap de locuitor.
În anul 2012, România era pe locul al treilea din coada clasamentului în ceea ce privește consumul de pește în Europa.
Consumul anual era de 5,3 kg de pește pe an pe cap de locuitor, înaintea Ungariei (5,1 kg) și Bulgariei (4,2 kg).
Media europeană era de 22,1 kg/an, iar cei mai mari consumatori de pește erau portughezii (61,6 kg/an), spaniolii (44,8 kg/an) și lituanienii (37,6 kg/an).

### Piața de miere
- Din cantitatea totală de miere produsă în România, doar 30% este consumată de români, în timp ce restul de 70% merge la export (anul 2008)[67].
- În anul 2008, producția românească a fost de 15.000 de tone — rezultatul muncii a 35.000 de apicultori și unui număr de un milion de familii de albine[67].
- În 2008, în România consumul pe cap de locuitor se ridica la 100 de grame anual, în timp ce media Uniunii Europene este de 1,5 kilograme[67].
- În România, 70% dintre apicultori sunt persoane de peste 50 de ani, care locuiesc în mediul rural și care, practic, au moștenit această meserie de la părinții lor[68].
- Principalele companii de pe piața de miere sunt Apis Prod, Apidava, Apicola Pastoral Georgescu, Apimond și Akybud[68].
- Programul Național Apicol este finanțat în proporție de până la 50% din fonduri europene[68]. Pentru 2009, valoarea sprijinului financiar de la bugetul de stat, prin bugetul Ministerului Agriculturii, este de 6,7 milioane de lei, la care se adauga o finanțare egală de la UE[68]. O fabrică complet utilată pentru procesarea mierii de albine la standarde europene poate costa între 2 si 5 milioane de euro[68].

### Piața de morărit și panificație
Piața internă de morărit și panificație valorează circa 2 miliarde de euro (în 2007).
Vânzările de pâine din România s-au cifrat în anul 2006 la circa 1,5 miliarde de dolari (1,16 miliarde de euro), un nivel apropiat de cel din 2005, cand piața a totalizat 1,45 miliarde dolari.
Consumul de pâine oficial înregistrat în anul 2008 a fost de circa 25 kilograme/cap de locuitor.
Consumul real de pâine se ridica însă la circa 105 kilograme pe cap de locuitor pe an.
În anul 2009, piața reală a pâinii din România se ridica la valoarea de un miliard de euro, în timp ce piața fiscalizată era de doar 250 milioane euro.
Producția de pâine și paste făinoase din România se ridică la circa 2,2 milioane de tone (estimare din anul 2007).
Consumul de produse de panificație este de circa 110 kg pe cap de locuitor (anul 2007), față de media europeană de 82 kilograme, și față de Germania cu 83 de kilograme, Austria cu 45 de kilograme, și Anglia cu 44 de kilograme. În ce privește cerealele, în total, incluzând și pâinea, pastele făinoase, produsele de patiserie și de confetărie, un român mănancă, anual, în jur de 128 de kilograme de cereale.
Consumul de paste făinoase în România este doar de 2,5 kilograme pe cap de locuitor, în timp ce în Uniunea Europeană ajunge la 10 kilograme, iar în Italia la 30 de kilograme de paste pe cap de locuitor.
Principalii jucătorii sunt Boromir Râmnicu Vâlcea, Vel Pitar, Titan, Dobrogea Grup, Pangram, Băneasa București și Pambac
În anul 2010, piața totală de panificație era estimată la aproximativ un miliard de euro, iar evaziunea fiscală din această piață era estimată la circa 60%
(75% după altă estimare)

#### Piața de paste făinoase
- Piața de paste făinoase este estimată la aproximativ 55 milioane euro, cei mai mari producători fiind Pambac, Pangram Reșița, Băneasa București și Arnos[80].
- Un român consumă doar 2,5 kilograme de paste făinoase pe an, în timp ce în Ungaria și Bulgaria cantitatea ajunge la opt kilograme, iar în Italia - la 30 de kilograme pe an[81].

### Piața de conserve de carne
- Piața de conserve de carne este estimată în 2008 la 100 milioane euro, principalii competitori din piața de pate fiind Scandia Romana, cu o cotă de aproximativ 65%, Ardealul (aflat in portofoliul Orkla Foods)[82], cu 8% din piață, și Hame, care deține, alături de brandul Antrefrig, peste 10%, și Mandy Foods[83]. Conform unei alte estimări, piața valorează 55 de milioane de euro[84].
- Brandurile de pateu de ficat cele mai apreciate în Romania sunt Bucegi, Pate Sibiu, Ardealul, Mandy și Hame, care acoperă 69,2% din valoarea întregii piețe[85].

### Piața de fructe
În anul 2010, industria fructelor depășea valoarea de 100 milioane euro.

### Piața de conserve din legume și fructe
Piața de conserve din legume și fructe este estimată la aproape 300.000 de tone, din care peste jumătate sunt realizate de produse din import.
Peste 50% din vânzările valorice de conserve de fructe sunt realizate de supermarketuri și magazinele mari.

### Piața de dulciuri
- Valoarea vânzărilor pe piața dulciurilor s-a situat în anul 2009 la circa 924,5 milioane lei (aproximativ 277 milioane euro)[88].
- Piața locală a dulciurilor s-a ridicat în anul 2008, la 318 milioane euro, în creștere cu 27,7% raportat la anul 2007[89][90].
- Principalii jucători pe piața dulciurilor sunt Cadbury Schweppes (fostă Kandia-Excelent), care deține circa un sfert din piața tabletelor de ciocolață, și Kraft Foods, cu aproximativ 45%[91], urmați de Mars Incorporated, Nestle, Ulker[90].
- Principalii cinci producători de pe piața tabletelor de ciocolată sunt Kraft, Supreme Group, Cadbury, Ferrero și Heidi Chocolat[89]
- Piața românească de bomboane și gumă de mestecat avea o valoare de 380 de milioane de lei, la preț de retail, în anul 2007[92].

#### Piața de ciocolată
Piața totală de ciocolată din România s-a ridicat în 2007 la circa 240 milioane de euro.
Românii au consumat în anul 2007 aproximativ 1,9 kilograme de ciocolată pe cap de locuitor, față de Elveția, care este lider european, cu 11 kilograme pe cap de locuitor.
În anul 2010, piața de ciocolată era estimată tot la 240 milioane euro, cei mai mari jucători fiind Kraft, Cadbury și Supreme Chocolat, cei trei competitori controlând fiecare în parte cel puțin 20% din această industrie.

#### Piața de napolitane
- Piața de napolitane este estimată la 46 milioane Euro[95].
- Piața este dominată de Nestle, European Foods, Alka, Arslan Bifa și Romdil, care dețin împreună 90% din piață[95].
- Categoria napolitanelor vrac se menține în preferințele consumatorilor, în prezent (ianuarie 2009) având o cotă de 60%[95].

#### Piața de biscuiți
- Valoarea pieței interne a biscuitilor este estimată în 2009 la peste 60 milioane de euro, principalii jucători fiind Rostar, Ulker, Romdil, Tecsa Business și Danone[96].

### Piața de chipsuri
Piața, care include segmentele chipsuri din cartof, pop-corn, sticksuri, alune și semințe prăjite, era în 2010 de 200 milioane euro sau 41.000 de tone în volum.
Din cauza puterii scăzute de cumpărare însă, consumul de chipsuri, estimat la 0,3 kilograme anual pe cap de locuitor, a rămas încă sub nivelul din alte țări.
În Polonia, consumul se ridică la  un kilogram, la 3,5 kg în Grecia, 7 kg în Anglia sau 10 kg în America.

### Piața restaurantelor
- În anul 2007 s-a depășit cifra de afaceri de un miliard de euro, iar până în 2010, aceasta va atinge două miliarde de euro[99]
- În anul 2009 piața de restaurante era evaluată la 1,5 miliarde euro[100].
- Din 2003, în fiecare an, cifra de afaceri din piață a crescut cu 30%, însă din cele 527 de firme care activează în acest domeniu doar 55% au înregistrat profit în 2007.

Lanțuri de restaurante:
Pe piața românească sunt prezente lanțurile de restaurante fast-food operate sub mărcile McDonald's, Burger King, KFC, Spring Time și Broaster Chicken
Compania Trotter Prim deține lanțurile de restaurante City Grill, Buongiorno, Caru' cu Bere și cafenelele City Cafe.

### Piața maionezei
- Piața maionezei s-a ridicat în anul 2007 la 11,5 milioane RON (3,4 milioane Euro), în creștere cu circa 41% față de 2006. În volum, majorarea este de 40,6%, până la 1.158 tone[102].

### Piața de condimente
- Piața condimentelor din România s-a ridicat, în anul 2007 la o valoare de circa 70 milioane de euro[103].
- Principalii competitori sunt Fuchs, Kamis, Unilever, Kotanyi și Alex&Comp România[103].

### Piața tutunului
- Consumul de tutun al României este de 40.000 de tone.
- Cea mai mare parte este asigurată din importuri, atât sub formă de tutun procesat, cât și țigări.
- În anul 2007, România a importat 28.861 de tone, în valoare de aproximativ 97,7 milioane de euro. Cea mai mare parte a tutunului a fost importată din afara Uniunii Europene, 17.322 tone la prețul mediu de 3,23 euro pentru un kilogram și 11.539 tone din țările membre UE, la prețul de 3,62 euro pe kilogram.
- Cota alocată României de Uniunea Europeană este de 12.312 tone, din care România a produs doar 1.500 tone în 2007 (13%)[104].

### Piața uleiului
Piața uleiului este estimată la aproximativ 250.000 de tone de ulei anual, cu o valoare de peste 200 milioane de Euro.
În anul 2009, piața uleiului din România a atins un volum de 2,2 milioane litri.
Principalele companii de pe piață sunt, alături de Bunge, Argus Constanța, Cargill România, Expur, Ultex Țăndărei, Prutul Galați și Ulerom Vaslui.
În topul mărcilor, din punct de vedere valoric, se află Bunica (Cargill), Ulvex (Agricover), Unisol, Raza Soarelui și Floriol, care au cumulat 36,8% din vanzarile de ulei de floarea-soarelui în 2007.
Uleiul de floarea-soarelui continuă să fie pe primul loc în preferințele consumatorilor români, cu un procent de 97%.
În prezent (iunie 2010), în România consumul anual de ulei de măsline este de doar 0,1 kg/capita.
Prin comparație, în Italia se consumă 12 kg/capita, Grecia - 18 kg, Spania - 11 kg.

### Piața produselor ecologice
- Piața produselor ecologice a atins în 2008, valoarea de circa 15 milioane euro, în creștere comparativ cu anul 2007, când se situa la aproximativ cinci milioane euro[109].
- Consumul de produse ecologice este redus comparativ cu alte state europene reprezentând circa 0,5% din totalul consumului de alimente[109].
- Principalele produse ecologice preferate de români sunt zahărul ecologic, făina ecologică integrală, lactatele și sortimentele de dulciuri ecologice cu valoare energetică redusă, sucurile bio, precum și mâncarea pentru bebeluși[109].

### Piața înghețatei
Piața înghețatei a atins în anul 2007 valoarea de 100 de milioane de euro
iar în 2009 valoarea pieței era estimată la 130 milioane euro.
Principalii jucători pe piața înghețatei sunt Nestle Ice Cream, Kubo Ice Cream, Betty Ice, Alpin 57 Lux, Top Gel și Napolact.
În anul 2008, consumul de înghețată din România era cu mult sub media europeană: 1,1 kilograme pe cap de locuitor, pe an, față de 3 kilograme în Republica Cehă, 4 în Polonia, și 17 în Italia.
În anul 2010, consumul anual de înghețată per capita se ridica la 1,7 kg, unul dintre cele mai scăzute la nivel european.

### Piața zahărului
Pentru anul 2006, Romania a negociat cu Uniunea Europeană o cota de 440 mii de tone de zahar, sub consumul din 2005, care a fost de 560 mii de tone.
În anul 2007, cota de producție a României a fost de 448.782 tone de zahăr, la un consum anual circa 550.000 de tone de zahăr.
Principalii jucători de pe piața zahărului sunt Agrana, Bod, Lemarco, Diamant Oradea și Zahărul Luduș.
Grupul austriac Agrana deține trei fabrici de zahăr în România, la Roman, la Buzău și la Țăndărei, însă doar primele două sunt funcționale.
În opt ani de prezență pe piața romanească, austriecii au investit 60 milioane de euro.
Compania Lemarco este deținuta 50%-50% de investitori români și americani și ocupă locul al doilea în piața locală de zahăr, cu o cotă de 20%.

### Piața tichetelor de masă
În România, tichetele de masă au fost introduse în anul 1998, ca o aliniere la practicile din celelalte țări din Europa.
În valoare totală de 150 de lei, tichetele de masă pot fi acordate salariaților cu contract individual de muncă, oferindu-se câte un tichet de masă pentru fiecare zi lucrătoare efectuată.
Numărul tichetelor de masă distribuite pe anul 2009 a fost de 499.433.510, cu o valoare totală de 4,23 miliarde lei, iar valoarea medie a tichetelor de masă în anul 2010 este de 8,72 lei/tichet.
Piața tichetelor de masă, evaluată la 1,4 miliarde de euro, este controlată în proporție de 95%, de trei mari jucători, Accor Services, Sodexo și Cheque Dejeuner, restul pieței fiind divizat între emitenți locali.